# Estadio de rugby de Kumagaya
El estadio de rugby de Kumagaya (熊谷ラグビー場) es un estadio de rugby situado en la ciudad de Kumagaya, Japón, usado principalmente para celebrar partidos de rugby. El estadio fue construido en 1991 y renovado entre 2016 y 2018 ampliando su capacidad de 20.000 (con 10.000 asientos) a 24.000 personas (todas con asiento). El estadio forma parte de un complejo deportivo más grande llamado parque deportivo y cultural de Kumagaya que incluye el estadio atlético de Kumagaya, un estadio de atletismo más pequeño y una gran arena. El complejo está ubicado en el parque Kumagaya.

## Usos
Es el mayor estadio de rugby de la prefectura de Saitama, y sirve como estadio local del equipo Panasonic Wild Knights de la Top League. También se utiliza para los campeonatos de la Liga Universitaria y para otros juegos de Liga Superiores.
El parque deportivo consta de cuatro campos de rugby: el estadio principal, Ground A, los adyacentes Ground B y Ground C, y el West Ground en el extremo occidental del parque. Los cuatro campos se utilizan para el Torneo Nacional de Rugby de Escuelas Secundarias.
El estadio fue seleccionado como una de las sedes para el Mundial de Rugby del 2019  (Japón), primero de esta categoría realizado en Asia.